# Coryphaenoides mexicanus
Coryphaenoides mexicanus är en fiskart som först beskrevs av Parr, 1946.  Coryphaenoides mexicanus ingår i släktet Coryphaenoides och familjen skolästfiskar. Inga underarter finns listade i Catalogue of Life.